# 埃勒库尔
埃勒库尔（法語：Ellecourt，法語發音：[ɛlkuʁ]）是法国滨海塞纳省的一个市镇，属于迪耶普区。

## 地理
埃勒库尔（49°47'52"N, 1°42'54"E）面积4.45 平方千米，位于法国诺曼底大区滨海塞纳省，该省份为法国北部沿海省份，其西部及北部濒大西洋英吉利海峡，东起顺时针与索姆省、瓦兹省、厄尔省和卡爾瓦多斯省接壤。
与埃勒库尔接壤的市镇（或旧市镇、城区）包括：欧马勒、马尔克、拉弗雷吉蒙圣马丹、布雷勒河畔旧鲁昂、布雷勒河畔圣日耳曼。

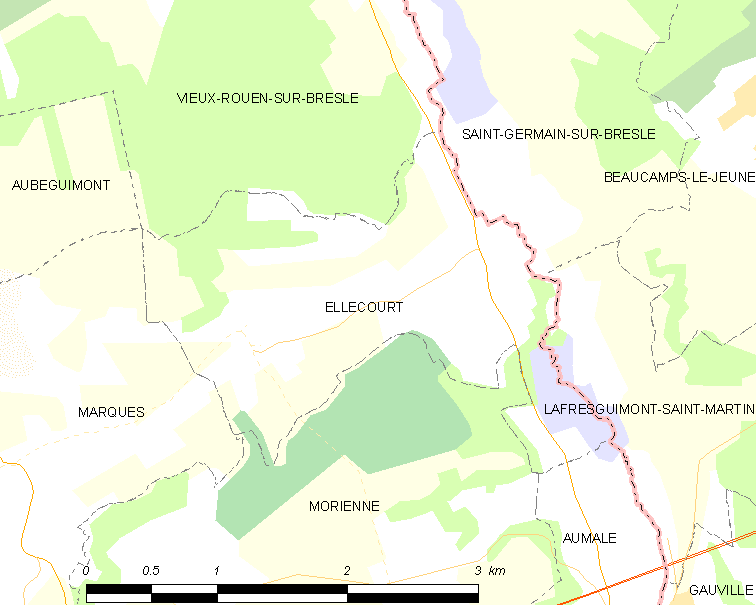
埃勒库尔的OSM定位图

埃勒库尔的时区为UTC+01:00、UTC+02:00（夏令时）。

## 行政
埃勒库尔的邮政编码为76390，INSEE市镇编码为76233。

## 政治
埃勒库尔所属的省级选区为布赖地区古尔奈县。

## 人口

1962-2008年间埃勒库尔人口变化图示

埃勒库尔于2022年1月1日时的人口数量为156人。